# General Electric GE9X
General Electric GE9X є високодвоконтурним турбовентиляторним авіаційним двигуном, збудованим GE Aviation для Boeing 777X. Перший запуск мав місце у квітні 2016 р., а перший політ ― 13 березня 2018 р. Як головний рушій використаний у першому леті 777-9 25 січня 2020 р. Походить від GE90, однак має більший вентилятор, покращені матеріали типу композитів з керамічною матрицею (CMC), вищий ступінь двоконтурності та ступені стиснення, завдяки яким повинен довести паливну ефективність аж до 10% над попередником. Розрахункова тяга становить 470 кН.

## Розробка
В лютому 2012 р. GE оголосила початок досліджень для розробки ефективнішого спадкоємця, найменованого GE9X, для моторизації обох -8/9 варіантів нового Boeing 777X. Початково було вирішено залишити однаковий з GE90-115B діаметр вентилятора 325 см зі зменшеною тягою до 443 кН. Двигуни для -8X мали бути приведені до стандарту 390 кН.
В 2013 р діаметр вентилятора було збільшено до 335 см. У 2014 р. тягу збільшили до 470 кН та діаметр вентилятора довели до 339 см. Перший зразок очікував випробувань у 2016 р., перший політ ― у 2017 р., а сертифікація ― у 2018 р. Внаслідок затримок перший політ відбувся в березні 2018 р., а завершення програми сертифікації було заплановано на кінець 2019 р.

### Наземні випробування
Перший запуск було завершено в квітні 2016 р. 375 циклів та 335 робочих годин підтвердити працездатність архітектури в якості цілісної системи, а не набору модулів, в контексті аеродинамічної продуктивності, перевірки механізмів та термостійкості.
GE9X пройшов холодові навантаження взимку 2017 р. Перший тестовий двигун (FETT) загалом витримав 50 підходів низькотемпературних випробувань, як от: наземний туман чи природне обмерзання, незначні удосконалення рухомих частин за допомогою 3D-друку, що використовувались протягом місяця; оцінювання та сертифікація стосовно обмерзання (icing certification and evaluation) була запланована для завершення протягом зими 2017-2018 у Вінніпеґу.
По завершенню випробувань на відтворення висотних умов для GE9X не повинно виникати льодової кристалізації ядра (core icing), що мала місце для GEnx, завдяки кращому опрацюванню, аналогічно як і питання паморозі (rime ice). Порівняно з GEnx були удосконалені різного роду проходи до перепускних клапанів (bypass valve doors): потік повітря було підсилено за рахунок спрямування поміж бустер (booster) та КВТ, природним шляхом очищаючи лід та пісок, таким чином підводячи їх від ядра.
Незначні зміни між FETT та другим тестовим двигуном (SETT) стали поворотними в досягненні ефективності: в перешийку (throat) між турбіною ВТ та входом в турбіну НТ вузьке місце турбіни (pinch point) було видозмінене для злагодження роботи компресора, турбіни та 342 см вентилятора. Лопаті в дальньому кінці 11-ступеневого КВТ понад 25 мм висотою. Вхідні та вихідні допуски (clearance) КВТ було змінено після тонкої модифікації компресора на початку 2013 р. SETT працював у нормативному режимі і досягав запланованих показників. Тестування розпочато 16 травня 2017 р, в Піблс, рік та місяць після FETT; другий зразок став першим двигуном, що було збудовано одразу відповідно до стандартів сертифікації. Під час екстремальних 150-год випробувань для FAA зазнав ушкоджень variable stator vane (VSV) actuator lever arms. Переробка призвела до 3-місячної затримки для всіх чотирьох тестових зразків, що були збудовані до травня 2018 р.
Програма сертифікації була розпочата в травні 2017 р. Задіяно 8 тестових зразків, а також один для ― сертифікації ETOPS в комплекті з мотогондолою Boeing. Ядро тестоване в Івендейлі, модуль висотного випробування на аеромеханіку та вібрацію, а також тестові зразки 003, 004, 007 зібрано до 2017 р., четвертий двигун за планом тестований на землі в 3-му кварталі того ж року у Вікторвіллі. З початку 2018 р. вісім двигунів + пара запасних було заплановано поставити для чотирьох тестових 777-9 бортів. Сертифікація типу була запланована на четвертий квартал 2018 р.
10 листопада 2017 р. двигун встановив новий рекорд тяги у 597 кН у Піблс, чим ввійшов у книгу рекордів Гіннеса, побивши досягнення GE90-115B у 569 кН 2002 р. На той момент вже 5 двигунів пройшли випробування. Другий зразок пройшов 150-год тест FAA на межі своїх можливостей: макс швидкість вентилятора, ядра та температури вихлопних газів. Третій знаходився у Піблс, тим часом як п'ятий мандрує у Вінніпеґ для холодових випробувань до кінця 2017 р.; три інші зразки ― на той момент в процесі збирання. Постачання двигунів для тестових 777X бортів було заплановане на 2018 р. для проведення тестових летів 777-9 ― на початку 2019 р. (насправді перший політ ― 25 січня 2020 р.). Чверть програми сертифікації було пройдено до кінця травня 2018 р: обмерзання, посадка з поперечним вітром, аеромеханіка повітрозабірника, бустера, турбіни ВТ та вентилятора, дослідження термостійкості.

### Льотні випробування

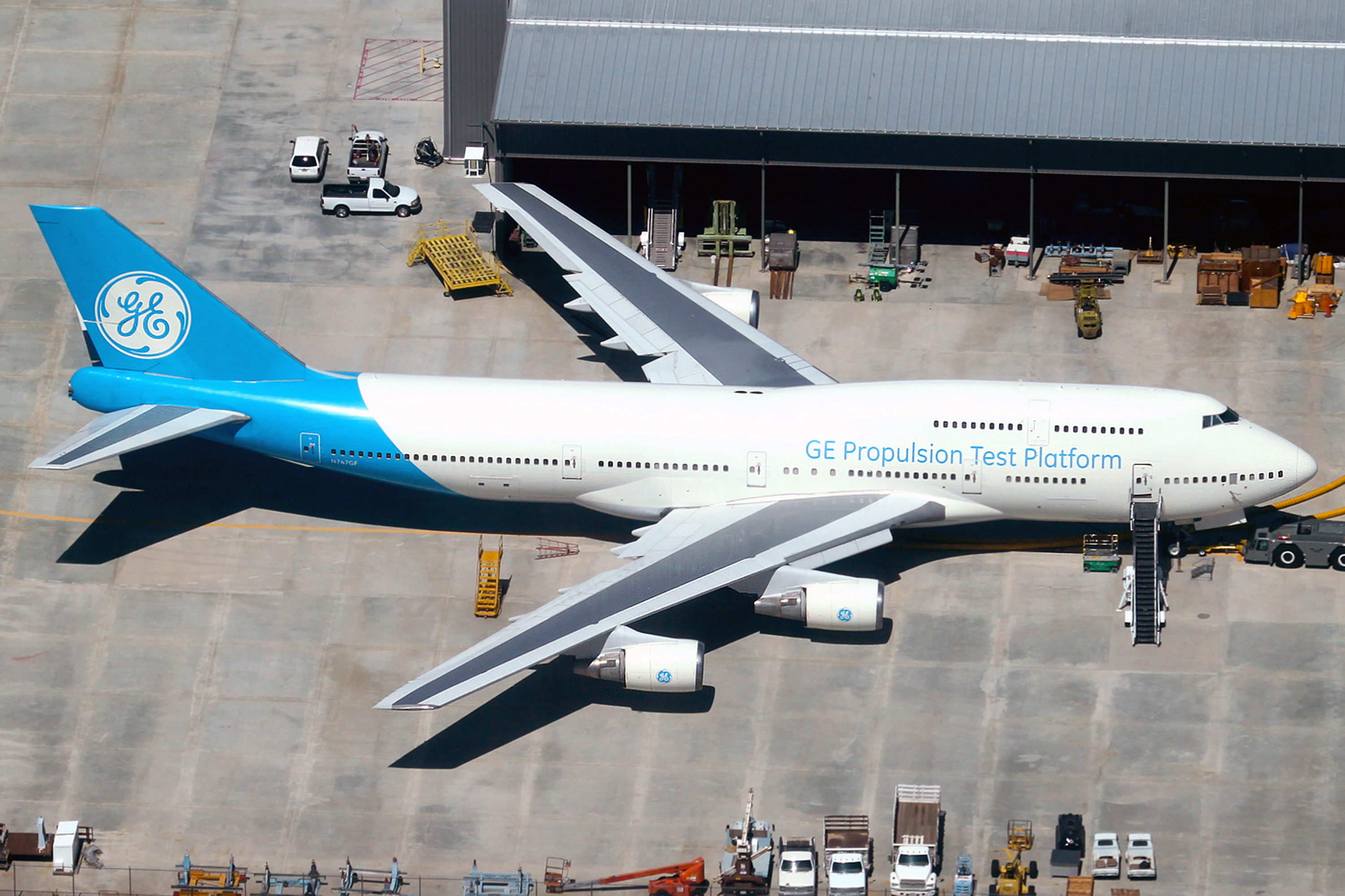
Літаюча лабораторія GE на 747-400

Будучи більшим за GE90, для льотних випробувань підходив лише 747-400 з більшими опорами шасі та діаметром коліс, але вже не 747-100. Тестований двигун нахилено з більшим на 5° кутом ніж оригінальний CF6. Boeing спеціально виготовив широкий пілон для літаючої лабораторії. Підвішаний на 580 см опорі, четвертий зразок було встановлено у листопаді для початку льотних випробувань до кінця 2017 р. 340 см вентилятор заховано у 440 см мотогондолу із кліренсом до землі 1,5 м. Маса двигуна ― 18 тонн з власним пілоном, в той час як CF6-80C2s з пілоном важив 7,7 тонни.
У лютому 2018 р. перший політ GE9X не відбувся через проблеми з КВТ (variable stator vanes lever arms). Ця проблема вплинула на виробництво, але суттєвої затримки не внесла. Також перевірка A-Check виявила корозію корпусу вентилятора контури ТВТ на двигунах літаючої лабораторії CF6. Перший політ до виявлення проблеми мав місце 13 березня. На початку травня перша з двох частин випробування була згорнута після 18 вилетів та 110 годин: після перевірки борта та систем, було досліджено висотну обшивку GE9X та продуктивність роботи, наступна частина була запланована на третій квартал.
Станом на жовтень 2018 р. було завершено половину програми сертифікації з використанням 8 прототипів, переважно, в Піблс: №1 законсервований; на №2 буде проведений тест із відокремлення лопаті на злітній швидкості (blade-out); після наземної перевірки з поперечним вітром (crosswind), №3 буде використовуватись для циклічного та тестування швидкості реагування (load testing) ієрархії системи реверсу (thrust reverser cascade assembly); призначений для повітряних випробувань №4 дослідить дальність експлуатації на низьких висотах протягом листопада-березня; №5 перевірить витривалість при незбалансованій конструкції на рівні вібрації, до сертифікації ETOPS; №6 пройде тест на потрапляння сторонніх предметів (2018); №7, після наднормових температурних тестів ТНТ, пройде другу серію холодових тестів у Вінніпеґу; №8 готується в середині жовтня 150-год FAA тест «потрійної червоної лінії» (triple redline FAA 150 h endurance test). Вісім готових двигунів + два запасні з листопада повинні бути поставлені в Еверет для встановлення на перший 777-9, для закінчення більшості випробувань в 2019 р. та введення в експлуатацію у 2020 р.
Друга фаза з 18 злетів розпочата 10 грудня для оцінки продуктивності ПЗ та висотно-температурних показників (hot-and-high) протягом першого кварталу 2019 р. до моменту сертифікації FAA того ж року.На той момент вже мали бути проведені тест потрапляння води (water ingestion), перегрів, та випробування у поперечних вітрах, але ще не проведені відокремлення лопаті, град, потрапляння птиці та тест на витривалість.
До 04 січня 2019 р. було здійснено 8 тестових польотів на 55 годин льотного часу. На кінець січня обшивка та рама стійки задньої турбіни були пошкоджені під час тесту на відокремлення лопаті, натомість пошкоджені компоненти були перероблені. На початку травня було завершено 320-год програму літних випробувань, що були зосереджені на висотних характеристиках споживання палива. В процесі передпоставкових тестів двигуна було виявлено аномальну роботу компресора, коли двигун було встановлено на прототип 777X. Відповідно двигуни підлягали переробці до остаточно кондиційного стану перед здійсненням першого злету, чим потягло його затримку від первинно визначеного дня 26 червня 2019 р. Виявлена проблема є механічною і не аеродинамічною, не впливає на продуктивність чи конфігурацію двигуна, так як знаходиться спереду 11-ступеневого КВТ. Перед сертифікацією потрібно провести цілий набір тестів на витривалість, замість звичного тесту «трьох червоних ліній». Згаданий набір тестів проводиться на максимальних температурі, тиску та швидкості, а на рівні моря сучасні високодвоконтурні двигуни на такий режим вийти не здатні. Переробка КВТ ймовірно відкладе сертифікацію на осінь, через що перший політ буде здійснено лише у 2020 р. (фактично відбувся 25 січня 2020 р).

## Конструкція
GE9X розрахунково мав заощаджувати на 10% більше пального, ніж GE90.  Коефіцієнт загального тиску (overall pressure ratio) першого у 61:1 повинен забезпечити на 5% менше тягозалежне споживання пального (thrust specific fuel consumption (TSFC) ніж XWB-97 із витратами на обслуговування, що співмірні з GE90-115B. Варіант з тягою у 470 кН буде доповнений позиціями двигунів з 410 та 450 кН. GE вклала понад 2 млрд USD в розробку.
Більша ефективність досягається завдяки кращій рушійній здатності більшого ступеня двоконтурності вентилятора. Ступінь планово становитиме 10:1. Діаметр вентилятора ― 340 см. Останній має лише 16 лопатей, в той час як GE90 ― 22, а GEnx ― 18. Завдяки цьому двигун легший, і це дозволяє низькотисковому вентилятору та компресору обертатися швидше, щоб відповідати швидкості ТНТ. Лопаті вентилятора складаються з сталевих передніх та склотекстолітових тилових граней для більш гнучкого поглинання ніж вуглецеве волокно ударів птахів. 4-те покоління вуглепластикових матеріалів, що складає основну масу лопатей, зміцнює, потоншує, посилює і робить останні більш ефективними. Використання композитної обшивки вентилятора також зменшує загальну масу.
Компресор ВТ ефективніший до 2%. Оскільки розмір вентилятора у 329 см не залишив багато місця для покращення ступеня двоконтурності, GE намагалась додатково поліпшити систему за рахунок зростання коефіцієнта загального тиску з 40 до 60, зосереджуючись на зростанні коефіцієнта високого тиску ядра з 19:1 до 27:1. Останнє досягнуто завдяки введенню 11 ступенів компресора замість 9 чи 10, а також було замінено камеру згоряння на модель третього покоління ― передвихрову подвійно-колову (twin-annular pre-swirl combustor) замість звичайної подвоєної. Маючи більшу стійкість до високих температур, в двох направляючих камери згорання (combustor liners), двох форсунках та в канальному вентиляторі (shroud) з CFM International LEAP другого ступеня турбіни були використані композити з керамічною матрицею (СМС). CMC не використані у лопатях першого ступеня турбіни, оскільки останні повинні витримувати наднормові температурні та центробіжні перевантаження. Згадані покращення заплановано реалізувати на наступному етапі розробки двигунів.
Канальний вентилятор першого ступеня турбіни ВТ, форсунки першого та другого ступеня останньої, а також зовнішня та внутрішня обшивка камери згоряння зроблені з CMC. CMC має вдвічі більшу витривалість і важить лише третину ваги металевого зразка. Компресор спроектований в аеродинамічній 3D-моделі, а його перші 5 ступенів є так званими блісками (від blade+disk). Камера згоряння спроектована для роботи в так званому «пісному» режимі (lean burning) для кращої потужності 30% обмежень по викидах оксидів азоту NOx згідно CAEP/8. Компресор та турбіна ВТ виготовлені по методології порошкової металургії. Аеродинамічний профіль турбіни НТ зроблений зі сплаву титану та алюмінію (TiAl), на відміну від нікелевих сплавів, перший є витриваліший, легший та міцніший. Завдяки 3D-друку було виготовлено деякі компоненти, які в інший спосіб було зробити неможливо. До того ж CMC потребує на 20% менше охолодження.

## Характеристики
| Модифікація         | 105B1A                                                                 |
| ------------------- | ---------------------------------------------------------------------- |
| Застосування        | 777-9/777-8                                                            |
| Тип                 | Подвійнороторний, осевопоточний, високодвоконтурний турбовентиляторний |
| Компресор           | 1 вентилятор, три ступені низького тиску, 11 ступенів високого тиску   |
| Турбіна             | 2 ступені ВТ, 6 ступенів НТ                                            |
| Ø вентилятора       | 340 см                                                                 |
| Злітна тяга         | 470 кН                                                                 |
| С-нь двоконтурності | 10:1                                                                   |
| К0 загального тиску | 60:1                                                                   |
| Маса                | 18 тонн, разом з тестовим пілоном                                      |